# Drosophila verticis
Drosophila verticis este o specie de muște din genul Drosophila, familia Drosophilidae, descrisă de Samuel Wendell Williston  în anul 1896. Conform Catalogue of Life specia Drosophila verticis nu are subspecii cunoscute.